# Mount Vernon Amtrak Station
Mount Vernon Amtrak Station je železniční stanice ve městě Mount Vernon, ve státě Washington. Provozuje ji národní železniční dopravce Amtrak a nachází se na 105 East Kincaid Street. Postavená byla v roce 2004 jako náhrada za starou stanici na 725 College Way, kterou nyní používá železnice Burlington Northern and Santa Fe.
Z osmnácti stanic Amtraku ve státě Washington byla stanice s padesáti cestujícími denně třináctou nejvytíženější.